# 太田近江大掾藤原正次
太田近江大掾藤原正次（おおたおうみだいじょうふじわらのまさつぐ）は、江戸時代に幕府御用を務めた鋳物師の名跡。出身は近江国栗太郡辻村（現・滋賀県栗東市辻）。代々「太田六右衛門」と称し、江戸深川で梵鐘や天水桶、鍋、釜などを鋳造した。江戸町民からは「釜屋六右衛門」や「釜六」の俗称で知られ、江戸の長者番付けにも名を連ねた。「太田近江大掾」の称号を受領し、享保2年（1717年）からは将軍家の「御成先御用釜師」を勤めた。代表作に台東区浅草寺の梵鐘や墨田区回向院の銅造阿弥陀如来坐像がある。

## 来歴

### 近江から江戸へ出職
太田近江大掾藤原正次は近江国栗太郡辻村（現・滋賀県栗東市辻）出身の鋳物師で始めは代々「太田六右衛門」と称した。近江から江戸にのぼり、町民のために鍋や釜など日用品を鋳造する一方で、寺社の梵鐘や天水桶なども数多く製作した。江戸幕府が文政9年（1826年）から3年に渡り編纂した地誌『御府内備考』には、太田六右衛門とそのいとこ・田中七右衛門が寛永17年（1640年）に江戸の芝へ出職したとある。
また、田中七右衛門の4男・田中千梅が父から聞いた話を享保17年（1732年）にまとめた「深川金屋之興并芝店之由緒」では、太田六右衛門は当初、田中七右衛門の店で働いたとされる。寛永17年（1640年）に田中家の三男・知次（のちの田中七右衛門）が25歳で江戸へのぼり、美濃国の店を閉めた次兄と共に芝の田町に店と工場を構えた。店の経営を次兄が、商品の細工を知次が担当し金屋を開業した。知次は「田中七右衛門」を名乗り、10年ほどして諸国で職人をしていた母方のいとこ・安左衛門（のちの太田六右衛門）を芝の金屋に呼び寄せたという。

### 芝の成功と大島移転
安左衛門（のちの太田六右衛門）が働く田中七右衛門の金屋は当初、経営難であった。「深川金屋之興并芝店之由緒」によれば、芝での鋳物は湯が悪く、質が悪いものが増え経営が悪化、炭や古鉄の仕入れにも困ったという。しかし明暦3年（1657年）の大火で鍋釜の需要が増加、古鉄の相場が下る一方で鍋釜の価格は上り、繁盛店に転じたとされる。
しかし翌年、近隣で火事が起こり火元が金屋だと疑われた。事実無根となったが金屋の近隣住民は増す一方で鋳造に向かないと判断、都市化の進む芝から高輪へと移転した。しかし高輪では運搬に必要な船の便が悪かったため、万治2年（1659年）さらに江戸深川の大島村へ再移転したという。
移転理由について幕府編纂の『御府内備考』では、芝の店の土地が増上寺拡張の御用地となったため、万治2年（1659年）に深川上大島町（現・江東区大島）に移転したと記されている。

### 独立「太田氏」名乗り
大島村へ先に移転したのは安左衛門（のちの太田六右衛門）だった。「深川金屋之興并芝店之由緒」には万治元年（1658年）高輪移転後、安左衛門は閉店した本所・回向院裏の金屋の道具を買い取り、田中七右衛門の金屋に土や藁、縄、俵などを納めていた五本松（現・猿江付近）の百姓・次良左衛門から屋敷の土地を購入し独立した。安左衛門は姓を「太田」とし、大島で「太田六右衛門」の金屋が開業した。翌年、田中七右衛門も太田六右衛門の金屋の西隣にある土地を買い、高輪から河川に恵まれた大島村へと移転した。
以後、両家は大島村で代々鋳物業を営み、太田六右衛門は「釜屋六右衛門」や「釜六」、田中七右衛門は「釜屋七右衛門」や「釜七」の俗称で町民に広く知られ、両人とも江戸の長者番付けに名を連ねるほど繁盛した。
江戸時代に書かれた店の紹介書「江戸買物独案内」には、釜屋六右衛門の店として小網町2丁目に「鍋釜問屋」、深川上大嶋町に「釘鉄銅物問屋」の2店が掲載されている。

### 名誉号「大掾」受領
太田六右衛門の鋳造技術は皇族にも認められ「大掾」を受領した。近世の「掾」は宮家や宮中が職人・芸能人に授けた称号で、「大掾」は最高位の名誉号だった。
『御府内備考』では延宝5年（1677年）に京都より近江大掾を授かり、安永7年（1778年）皇族・勧修寺宮から「太田近江大掾」の名を受領されたとある。作品の銘にはそれ以前から「太田近江大掾藤原正次」が刻まれており、元禄5年（1692年）鋳造した浅草寺 (台東区)の梵鐘、元禄7年（1694年）鋳造した井口天神社 (滋賀県栗東市)の銅製鳥居、元禄11年（1698年）鋳造した感應寺 (江戸川区)の梵鐘など多くの作品に見られる。
特に、明暦の大火の犠牲者を供養するため、大工・太田近江大掾藤原正次が9人の小工を率いて、宝永2年（1705年）に鋳造したという回向院 (墨田区)の銅造阿弥陀如来座像は、その姿形、技法とも優れた代表作で、10か所ほどに分けて鋳造したが、つなぎ部分がわからないほど精巧な仕上がりである。

### 将軍家の御用釜師
享保2年（1717年）徳川将軍家が小名木川を通る際、太田六右衛門と田中七右衛門が炊き出し御用を命ぜられ、これ以降、両家は代々将軍家の「御成先御用釜師」を務めた。太田六右衛門の初代の没年や系譜は不明だが、江戸時代の平均寿命（30～40代）や最高齢（80代）を鑑みると、幕府御用となったのが初代である可能性は低い。田中七右衛門の初代は延宝7年（1679年）に近江で隠居し元禄6年（1693年）78歳で没したという。
また太田六右衛門は近江の辻村に本宅を構え、膳所藩（ぜぜはん）の御用も受けていた。太田六右衛門が膳所藩の奉行所に提出した願書「御用向二付願書写」には、田中七右衛門と合同で将軍家の日光社参に必要な鍋釜1440個を注文された際、太田六右衛門が膳所藩からの御用依頼に対し猶予を願い出たことが記されている。

### 11代目まで継承
太田六右衛門の名跡は11代目まで継承され、明治維新後まで続いた。
小説家・谷崎潤一郎は著書「幼少時代」の中で、祖父が深川の釜屋掘で釜を製造する釜六という店の総番頭だったと述べている。明治維新時、主人一家は田舎に避難し、谷崎の祖父が店の営業を続けたため主人から徳とされたという。その後、祖父は明治10何年かに活版印刷業を始めたと書いている。
田中七右衛門の店は一族の浅右衛門に引き継がれ、釜屋浅右衛門商店となって明治末年まで存続した。

## 近江国・辻村の鋳物師

### 江戸に数多く出店
近江国栗太郡辻村は江戸時代に鋳物師を数多く輩出し、彼らが全国各地に店を出すことで栄え、その足跡は秋田県から山口県まで広範囲に及んでいる。
中でも多かったのが関東方面に出向いた鋳物師で元禄年間に55人を数える。当初は江戸芝田町（現・港区）、のちに江戸深川（現・江東区大島）に店を持った太田六右衛門と田中七右衛門が代表格で、江戸町人から「釜六」「釜七」の俗称でよく知られた。2人はいとこの関係にあり、共に長者番付けの常連で、幕府御用の鋳物師も務めた。他にも田中治左衛門・田中七左衛門・田中喜右衛門・田中吉左衛門・寺田次良兵衛が江戸で活躍した。
江戸の梵鐘数は西村家が鋳造した97口、粉川または粉川屋による90口に次ぎ、辻村出身者作の鐘が多く、太田姓が72口、田中姓が65口を鋳造したとされる。

### 地元・近江に本家
辻村の鋳物師が諸国に出向いたのは鍋釜を運ぶ費用を抑えるためだった。本家と妻子を辻村に置き、地元で雇った職人を各地の出店に派遣して、主人は本家と各地の出店を往来した。鋳物は日常生活に必要な鍋や釜を中心に梵鐘・鰐口・灯篭・天水桶にも及んだ。
辻村ゆかりの銘がある最も古い作品は、正長元年（1428年）に鋳造された蒲生郡日野町・金剛寺の梵鐘が考えられるが、戦時供出によって失われている。現存する最古の作品としては、天正2年（1574年）に作られた野洲市・御上神社の鉄湯釜が確認されている。

## 代表作

### 梵鐘（台東区・浅草寺）

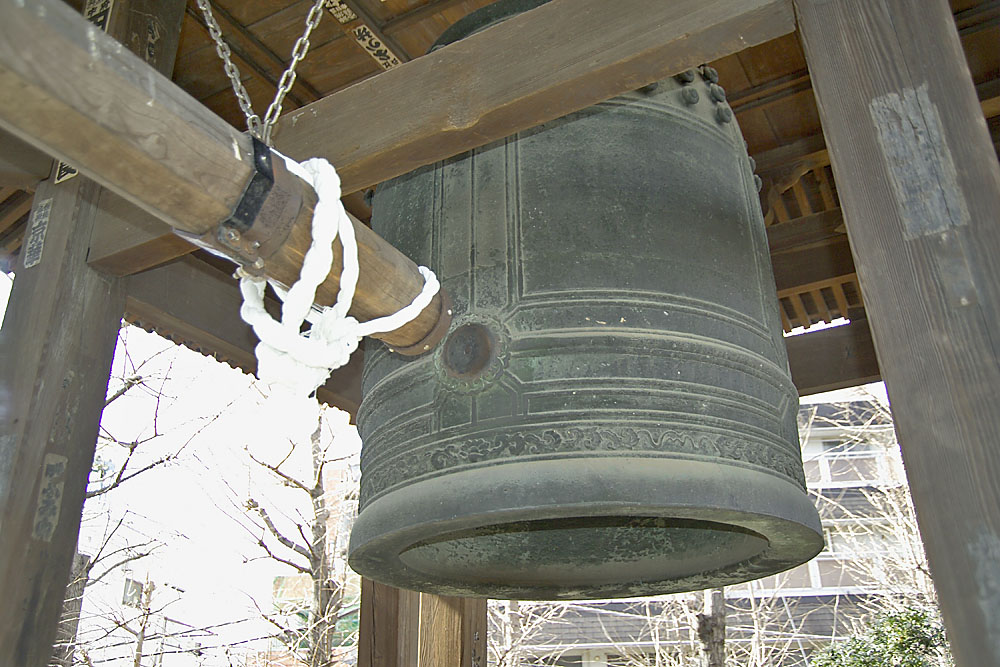
浅草寺 時の鐘

太田近江大掾藤原正次が鋳造した初期の梵鐘は、東京都内では浅草寺（台東区）、豪徳寺（世田谷区）、感応寺（江戸川区）に現存が確認され、3口とも区の有形文化財（工芸品）に指定されている。中でも代表的な梵鐘が浅草寺の梵鐘で、鐘身の高さが212cm、口径が152cmと3口の中では最も大きな鐘である。
浅草寺は5代将軍・徳川綱吉の命により元禄4年（1691年）から大改修が行われ、梵鐘も元禄5年（1692年）に太田近江大掾藤原正次によって改鋳された。同梵鐘は江戸時代から「時の鐘」として町民に親しまれ、現在も毎朝6時に「明け六つ」の鐘が鳴る。
また同梵鐘は俳諧師・松尾芭蕉が「花の雲、鐘は上野か、浅草か」と俳句に詠んだことでも有名だが、この句は改鋳の5年前、貞享4年（1687年）に詠まれた句である。

### 銅造阿弥陀如来坐像（墨田区・回向院）
墨田区・回向院の銅造阿弥陀如来坐像は、像高282cm、膝張165cm、蓮台高80cmで東京都の有形文化財（彫刻）に指定されている。
回向院は明暦3年（1657）の大火で亡くなった霊を弔うために建てられた寺院で、延宝3年（1675）に供養塔と阿弥陀如来像が造立された。しかし元禄16年（1703）に同像が焼失。現存する銅造阿弥陀如来坐像は宝永2年（1705）に、大仏師・原田左京定宅の原型をもとに大工・太田近江大掾藤原正次が9人の小工を率いて再鋳したものである。同坐像はその姿形、技法ともに優れ、10か所ほどに分けて鋳造したパーツのつなぎ部分がわからないほど精巧な作品である。

## 主な作品

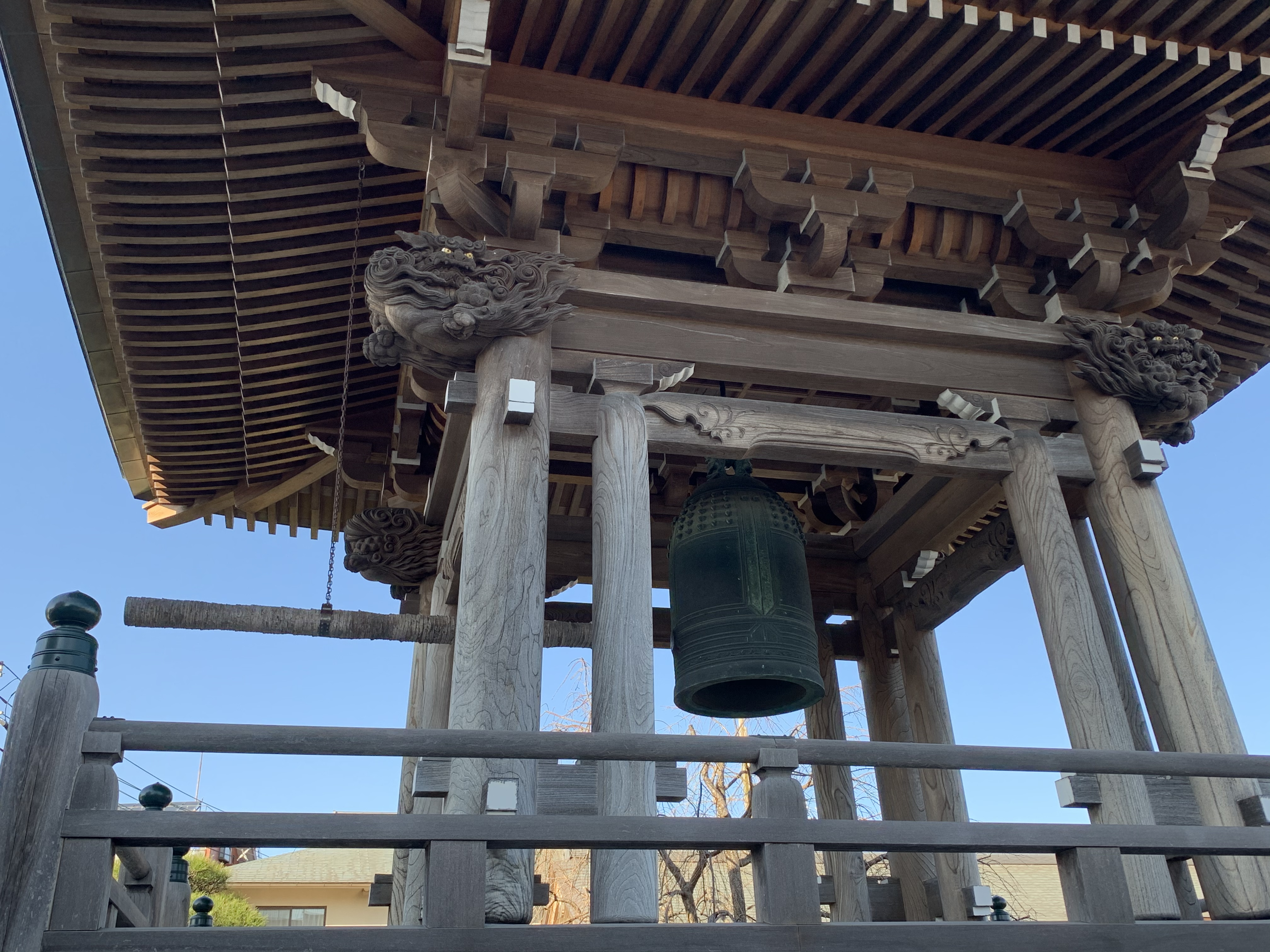
感應寺（江戸川区）梵鐘

- 寛文8年（1668年）：浄真寺（世田谷区）鉄茶釜[29]
- 延宝7年（1679年）：豪徳寺（世田谷区）梵鐘（区指定有形文化財）[25]
- 元禄5年（1692年）：浅草寺（台東区）梵鐘（区指定有形文化財）[13]
- 元禄7年（1694年）：城立寺（江戸川区）梵鐘 （太平洋戦争時に金属供出）
- 元禄7年（1694年）：井口天神社（滋賀県栗東市）銅製鳥居（市指定文化財）[30]
- 元禄9年（1696年）：西来寺（横須賀市）梵鐘（市指定重要有形文化財）[31]
- 元禄11年（1698年）：感應寺（江戸川区）梵鐘（区指定有形文化財）[26]
- 宝永2年（1705年）：回向院（墨田区）銅造阿弥陀如来坐像（東京都指定有形文化財）[15]
- 享保3年（1718年）：遍照寺（静岡県森町）銅造大日如来坐像[29]
- 享保4年（1719年）：妙寿寺（世田谷区）梵鐘 （関東大震災で破損）
- 元文4年（1739年）：善慶寺（新宿区）梵鐘（区指定有形文化財））[32]
- 天保9年（1838年）：波除稲荷神社（中央区）鋳鉄製天水鉢（区民有形民俗文化財）[33]

## 史跡等

### 釜屋跡
釜屋は江戸時代、深川上大島町の小名木川と大横川が交差する北東の角（現・江東区大島1丁目1番地）に店を出した近江出身の鋳物師・太田六右衛門と田中七右衛門の屋号で、鍋や釜、梵鐘などを鋳造し、代々に渡って盛大に鋳物業を営んだ両家にちなみ、周辺の堀を釜屋掘と称した。
現在、江東区大島1丁目2番地には「釜屋堀公園」があり「釜屋跡」と刻まれた石の標柱が立っている。また公園に面した小名木川沿いの道路は「釜屋堀通り」と名付けられている。

### 釜屋の渡し跡
釜屋の渡しは、小名木川の両岸、現在の大島1丁目から18丁目と北砂１丁目から3丁目を結んだ渡し舟で、江戸幕府が編纂した『御府内備考』の中で、上大島町の項に「渡舟場」とある事から、江戸時代後期には開始されていたとされる。また昭和17年（1942年）刊行の「城東区史稿」に渡船場の記載がある事から、廃止はそれ以降とされる。
「江戸名所図会」の中の絵「小名木川五本松」の右上には小さく釜屋前の渡しらしき舟が描かれていて、当時の様子が窺える。
また「釜屋の渡し跡」碑の案内板には明治末頃、川沿いに建ち並ぶ鋳物工場の写真が掲載され、両岸に大規模な鋳造所があったことを示している。

### 引札
「東京深川釜屋堀釜七鋳造場」が明治26年（1893年）に配布した当時の広告チラシ・引札には、建物がいくつも並ぶ鋳造場の俯瞰絵が描かれ、場内にはトロッコを押す人や大八車を引く人など労働者の様々な姿もあり、当時の活気と繁盛ぶりが窺える。またの引き札の周りには120以上もの製品の絵が掲載され多種多様な製品を鋳造していた事がわかる。
引札に京橋区本八丁堀5丁目の住所が載っており、当時本八丁堀にも店があった事がわかる。